# World Construct
World Construct ist ein Jazzalbum von Matthew Shipp. Die 2021 in den Park West Studios in New York City entstandenen Aufnahmen erschienen am 17. Juni 2022 auf ESP-Disk.

## Hintergrund
Während seiner langen und produktiven Karriere hat der 1960 geborene Pianist Matthew Shipp mehrere unterschiedliche Trio-Formationen präsentiert. Zu den vorgestellten Mitgliedern gehörten die Bassisten William Parker und Joe Morris sowie die Schlagzeuger Guillermo E. Brown, Whit Dickey und Susie Ibarra. 2015 traten zwei weitere Musiker, der Bassist Michael Bisio und der Schlagzeuger Newman Taylor Baker, als Rhythmusgruppe auf dem Album The Conduct of Jazz (Thirsty Ear) ein. Ihr viertes Album als Gruppe, nach Piano Song (2017), Signature (2019) und The Unidentifiable (2020) ist World Construct, was diese Formation zur beständigsten von Shipps Trios macht, notierte Karl Ackermann.

## Titelliste
- Matthew Shipp Trio: World Construct (ESP-Disk)

1. Tangible
2. Sustained Construct
3. Spine
4. Jazz Posture
5. Beyond Understanding
6. Talk Power
7. Abandoned
8. A Mysterious State
9. Stop the World
10. Sly Glance
11. World Construct

Die Kompositionen stammen von Matthew Shipp.

## Rezeption
Im Down Beat erhielt World Construct mit 3½ Punkten eine gute Bewertung; für Rezensentin Ivana Ng ist das Album „eine berauschende Sammlung freier Improvisationen, die die tiefe Verbundenheit des Trios untereinander und mit der Welt, in der sie leben, unter Beweis stellt – mehr, als die Zeit erlaubt.“ Bisios präzise Linien und die frenetischen Beats des Schlagzeugers Newman Taylor Baker seien eine passende Ergänzung zu Shipps beschwingtem Klavierspiel. Die drei Musiker wechselten auf dem Album geschickt von rasanter Improvisation zu kontemplativer Meditation. Das knackig-geradlinige „Tangible“ sei ein lebhafter Tanz zwischen Shipps druckvollem Klavier und dem knisternden Rhythmus von Bassist Michael Bisio, während „Sustained Construct“ nahtlos in ein düsteres, introspektives Pianosolo übergehe.
World Construct erweitert für Karl Ackermann (All About Jazz) nicht nur das ikonische Shipp-Glossar; Shipp agiere dort auch „als Vermesser eines sich seltsam bewegenden Ballastes“. Die kompatiblen und disparaten Linien, klassisch durchdrungenen Melodien und das Zusammenspiel der Gruppen seien wie eine Reihe von Passagen auf einer Originalkarte. Das Album sei die bisher fließendeste Manifestation von Shipps Vision, und mit Bisio and Taylor habe er eines der besten, zukunftsorientierten Klaviertrios der kreativen Musik verfestigt.
Mike Borella schrieb in Avant Music News, Matthew Shipp beginne das Album fast klassisch mit dicken Akkorden und perkussiven Strukturen. Bisio biete dazu eigene dichte Passagen; Taylor Baker trage geschäftige Arbeit auf der Schnarrtrommel zu Shipps Spiel bei. Tatsächlich übernehme Shipp häufig die Rolle der Rhythmusgruppe, während Bisio und Baker gemeinsam über die Themen improvisieren. Das vierte Album mit diesem Trio gebe Shipp Gelegenheit, mit Bisio und Baker noch mehr zur Einheit zu verschmelzen. Dies könnte die Breite der hier enthaltenen Klänge erklären, wenn sich die Intensität der Eröffnungsstücke zu Avantgarde-Jazz in der Mitte des Albums und dann zu introspektiveren Ansätzen entwickle. Überall würden Shipp und Co. ein verworrenes Netz aus Tönen und kantigen Arrangements weben, die Zuhörern, die das Unkonventionelle schätzen, sicher gefallen werden.
Phil Freeman schrieb im Stereogum, Shipps Trio mit Michael Bisio und Newman Taylor Baker scheint immer stärker zu werden. Jedes ihrer Alben sei anders, aber alle Teile eines großen Puzzles, das eine Klangwelt ausbilde. Der Autor hob besonders „Stop the World“ hervor, ein Duo mit Bisio (sie haben drei Alben in dieser Besetzung aufgenommen), eine sanfte Ballade, die klinge, als würden sich die beiden Männer mit ausgestreckten Händen durch einen dunklen Raum tasten und mysteriöse Objekte streifen, sich dabei orientieren, vorwärts bewegen und regelmäßig Gedanken darüber austauschen, was sie um sich herum wahrnehmen.